# Ridder-commandeur in de Militaire Willems-Orde
De graad van ridder der IIe Klasse of ridder-commandeur in de Militaire Willems-Orde is de tweede rang van deze hoge Nederlandse ridderorde. In de afgelopen 200 jaar werd de onderscheiding 200 maal uitgereikt.
De onderscheiding commandeur in de Militaire Willems-Orde is spaarzaam verleend. De oprichter van de orde, koning Willem I der Nederlanden heeft zich bij het opstellen van de Orde op de Oostenrijkse Orde van Maria-Theresia georiënteerd. In deze orde was het ridderkruis voor dapperheid maar waren de hogere graden vooral voor officieren die een bepaalde positie innamen en een overwinning boekten gedacht. De commandeursgraad in de Militaire Willems-Orde was bijvoorbeeld voor een vlootvoogd of een generaal bestemd. De commandant van een belegerde grote vesting kon ook op een commandeurskruis rekenen. Een commandeurskruis was voor de bevelhebber van een legergroep en het grootkruis voor opperbevelhebbers.
In de eerste jaren na 1815 begrepen hogere Engelse marineofficieren niet waarom zij, gewend aan commandeurskruisen, "slechts" officier in de Militaire Willems-Orde werden.
Militairen die voor de tweede maal werden onderscheiden met de Militaire Willems-Orde konden een officierskruis krijgen maar om te voorkomen dat zij bij een derde gelegenheid het commandeurskruis zouden moeten ontvangen werd een eresabel ingesteld. De kanselier van de Militaire Willems-Orde en het kapittel van de Militaire Willems-Orde moesten volgens de wet bijhouden wie een eresabel droeg.

## De versierselen van een ridder-commandeur in de Militaire Willems-Orde

### Commandeurs in de Militaire Willems-Orde
Het is gebruikelijk dat een grootmeester van een ridderorde de versierselen van deze orde draagt. De Nederlandse koningen en koninginnen droegen de ster, het grootlint en het grootkruis van een Ridder-Grootkruis in de Militaire Willems-Orde bij hun inhuldiging. Ook bij belangrijke gelegenheden, bij het verlenen van de Willemsorde en bij het poseren voor portretten werden deze versierselen vaak gedragen. Van het commandeurskruis hebben de grootmeesters geen gebruik gemaakt al is het niet ongebruikelijk dat een grootmeester bij gelegenheid ook de versierselen van een lagere graad in "zijn" orde draagt.
De onderstaande lijst is gebaseerd op de door George Carl Emil Köffler in 1940 gepubliceerde registers van de orde en is voor zover bekend compleet.

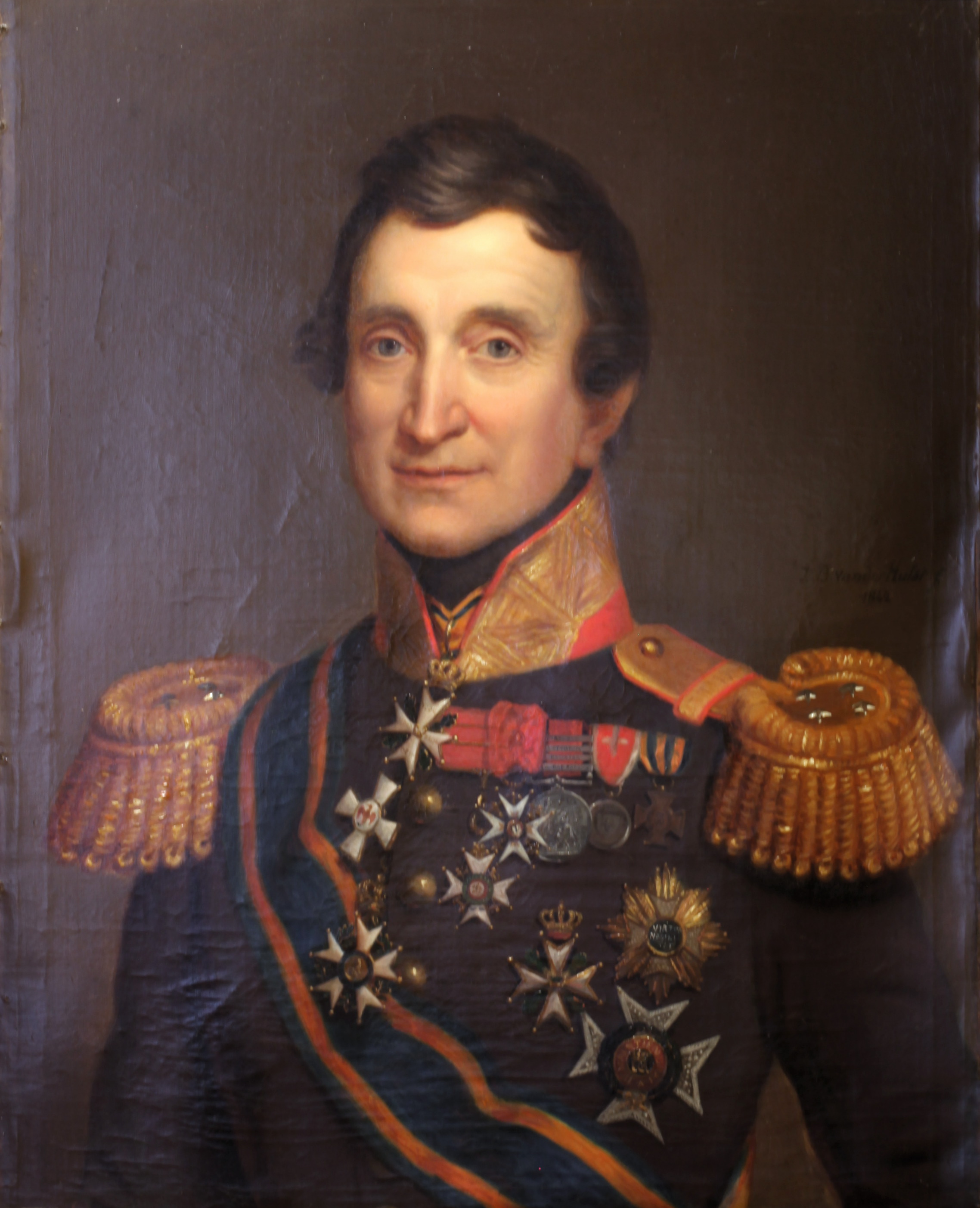
Jean Victor de Constant Rebecque

| - Miguel de Alaya, 27 augustus 1815 - Alexandre Charles Joseph Ghislain d'Aubremé, 24 mei 1821 - Carel Bentinck, 8 juli 1815 - Berend Hendrik Bentinck tot Buckhorst, 8 juli 1815 - Engelbertus Batavus van den Bosch, 6 december 1846 - D.L. de Brabant, 2 september 1870 - Gijsbert Carel R.R. van Brienen van Ramerus, 8 juli 1815 - David Hendrik Chassé, 25 december 1832 - Frans David Cochius - Jean Antoine de Collaert, 8 juli 1815 - Jean Victor de Constant Rebecque, 8 juli 1815 - Guillaume Anne de Constant Rebecque de Villars, 8 juli 1815 - Jean Victor de Constant Rebecque - Gijsbertus Martinus Cort Heyligers, 1831 - Gotfried Coenraad Ernst van Daalen, 14 september 1904 - H. Demmeni, 7 april 1886 - Carel Joseph Evers, 8 juli 1815 - Robert Fagel, 8 juli 1815 - C.A. de Favauge, 2 februari 1833 - Josephus Jacobus van Geen, 4 juli 1829 - Friedrich Adrian van der Goltz, 8 Juli 1815 - Karel van der Heijden, 22 september 1877 - Lodewijk van Heiden, 26 augustus 1832 - Gijsbertus Martinus Cort Heyligers, 1831 - Gerard Hendrik von Heldring, 24 mei 1821 - Frederik van Hessen, 24 november 1816 - Lodewijk IV van Hessen-Darmstadt - Joannes Benedictus van Heutsz, 1899 - Rowland Hill, 27 augustus 1827 - Charles Jaurès, 26 januari 1865 - Albert Kikkert, 8 juli 1815 - Hendrik August van Kinckel, 18 juli 1815 - Hendrik Merkus de Kock, 1817 - Jan Coenraad Koopman, 2 februari 1833 - Augustus Leopold Kuper, in/na 1864 - P. Lanskoy, 4 november 1843 - Frederik Carel List - Alexander von Lüders, 15 oktober 1849 | - Anton Willem de Man, 3 mei 1849 - J.E.C.P. de Maureillau, 17 februari 1820 - Pieter Melvill van Carnbee, 8 juli 1815 - Andreas Victor Michiels, 1841 - David Milne, 22 oktober 1816 - F.J. du Moulin, 15 augustus 1835 - Ferdinand von Müffling, 22 maart 1819 - Karl von Müffling, 22 maart 1819 - Albrecht Joseph Murray, 24 november 1816 - Albrecht van Oostenrijk-Teschen, 27 juni 1856 - Aleksej Orlov, 1844 - Nicolas Charles Oudinot, 24 november 1816 - Henry Paget, 27 augustus 1815 - Alexander August Wilhelm von Pape, 26 augustus 1878 - Johannes Ludovicius Jakobus Hubertus Pel, 24 januari 1875 - Hendrik George de Perponcher Sedlnitsky, 8 juli 1815 - Andreas Johan Hendrik van der Plaat, 8 juli 1815 - Willem du Pont, 8 juli 1815 - Albert van Pruisen (1837-1906), 25 augustus 1878 - Karel van Pruisen, 25 augustus 1878 - Willem Frederik van Reede, 24 mei 1821 - Carel Jan Riesz, 18 januari 1852 - Julius Constantijn Rijk, 21 november 1848 - Theodor von Rüdiger, 15 oktober 1849 - Karel Bernhard van Saksen-Weimar-Eisenach, 8 oktober 1842 - Alexander Stroganov, 21 april 1849 - Henri Nicolas Alfred Swart,2 september 1909 - Jacob Derk Sweerts de Landas, 8 juli 1815 - Jan van Swieten, december 1846 - Aleksandr Tsjernysjov, 27 november 1815 - Ralph Dundas Tindal, 8 juli 1815 - Eduard Totleben, 17 juli 1858 - Albert Dominicus Trip van Zoudtlandt, 8 juli 1815 - Georg Wilhelm von Valentini, 10 november 1821 - Gerrit Verdooren van Asperen, 8 juli 1815 - Gustave Marie Verspyck - Job von Witzleben, 1825 |